# Tóth Harsányi Katalin
Tóth Harsányi Katalin, férjezett neve Laki,  (Debrecen, 1948. április 2. –) olimpiai- és világbajnoki bronzérmes kézilabdázó.

## Pályafutása
1971 és 1976 között a magyar válogatottban 120 mérkőzésen lépett pályára, amellyel két világbajnoki (1971, 1975) és egy olimpiai (1976) bronzérmet szerzett. Testvére, Borbála szintén válogatott kézilabdázó.